# Маугли
Ма́угли (англ. Mowgli) — главный персонаж сборника рассказов «Книга джунглей» английского писателя Редьярда Киплинга, человеческий ребёнок. Воспитан волчьей стаей, медведем Балу, чёрной пантерой Багирой и питоном Каа.

## Описание
Родился в Индии. Маугли — смуглый и черноволосый. Родители оставили его в джунглях, спасаясь от тигра Шер-Хана. Мальчик чудом уцелел и попал на воспитание в семью волков. Маугли принимают в стаю. Его учителем становится медведь Балу, а другом и защитником — пантера Багира. Когда Маугли подрос, он попадает в плен к бандар-логам; восстанавливает власть вожака волков Акелы; сражается с рыжими псами. Но  Шер-Хан не смог забыть той неудачной охоты, когда он остался без добычи, поэтому он преследует Маугли. В конце книги Маугли убивает Шер-Хана и возвращается к людям.